# Fåberg
Fåberg is een plaats in de Noorse gemeente Lillehammer, provincie Innlandet. Fåberg en Jørstadmoen, tellen samen 1351 inwoners (2007) en hebben een oppervlakte van 1,84 km².

## Geboren
- Johan Halmrast (1866-1912), Noors journalist
- Jon Inge Høiland (1977), Noors voetballer